# L'arbitrato
L'arbitrato (Έπιτρέποντες, che in lingua greca significa letteralmente Coloro che si rivolgono a un arbitro), nota anche come La decisione, è una commedia greca dello scrittore Menandro, composta nel III secolo a.C. Della commedia restano ampi frammenti, da cui è possibile dedurre la trama.

## Trama

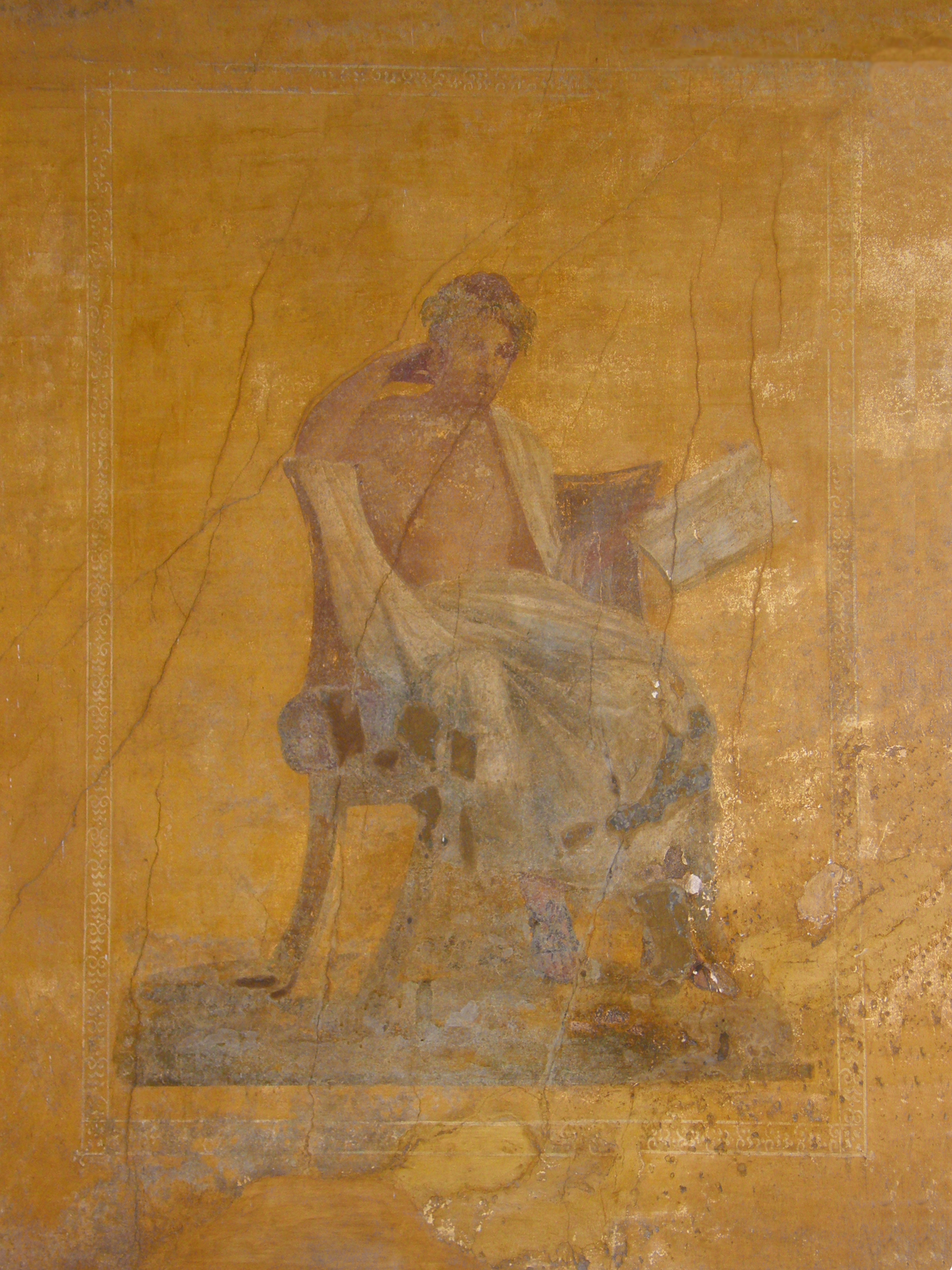
Ritratto di Menandro, da un affresco di Pompei

Il pastore Davo, trovato il giorno precedente un neonato esposto, si fa convincere dal carbonaio Sirisco ad affidargli il pargolo, ma trattiene per sé i suoi effetti personali; Sirisco reclama questi per il trovatello: per dirimere la controversia, i due stabiliscono di rivolgersi ad un arbitro, scegliendo casualmente il vecchio Smicrine. Questi è in realtà, senza saperlo, nonno del piccolo, in quanto sua figlia Panfile, pochi mesi prima di sposare Carisio, era stata violentata da uno sconosciuto. Il vecchio, dopo aver ascoltato le ragioni di entrambi, assegna gli oggetti a Sirisco, che ha ricordato come nelle tragedie questi sono essenziali affinché il trovatello, cresciuto, possa un giorno rendersi conto dei propri natali e di esser figlio di potenti o di nobili.
Onesimo, servo di Carisio casualmente presente, riconosce tra gli oggetti un anello del padrone, rivelandolo ad Abrotono, etera dal buon cuore presso cui Carisio si era consolato dopo aver scoperto lo stupro della moglie; la donna, sospettando che Carisio sia il padre del piccolo, gli mostra l'anello, fingendosi la vittima della violenza e ottenendo da lui, ubriaco al momento dello stupro, una confessione. A questo punto Smicrine insiste perché la figlia lasci il marito infedele, ma questa, innamorata, rifiuta; intanto il marito, riconosciutosi colpevole dello stupro, lui crede, nei confronti di Abrotono, è pronto a perdonare la moglie per essere stata violentata, riflettendo sul fatto che lei è vittima di una colpa analoga a quella che lui stesso ha commesso. Infine Abrotono rivela la verità sulla maternità del bambino, cosicché Panfile e Carisio scoprono di non essere mai stati infedeli (infatti il marito ha stuprato la moglie, non un'altra) e si possono riconciliare.

## Conservazione
La commedia è giunta sino ai nostri giorni esclusivamente grazie a ritrovamenti papiracei, come usuale per la produzione menandrea. Risultano mancanti il primo atto e le ultime scene, mentre si conservano circa ottocento versi.

## Commento
Molto interessanti risultano le figure di Abrotono e di Carisio: la prima rappresenta il tòpos dell'etera dal cuore d'oro, personaggio tipico della commedia di Menandro; il secondo è il primo caso nella letteratura greca antica di maschio che riflette sulle proprie responsabilità nei confronti della donna e sulla condizione non paritaria e per certi versi ingiusta di essa in una società maschilista come quella del tempo: ciò è possibile grazie all'affermarsi dell'ellenismo, che andava soppiantando la Grecia classica.
Gli studiosi sono pressoché concordi nell'attribuire la commedia ad un Menandro già maturo.